# Colin Campbell (pisarka)
Colin Campbell, (nazwisko panieńskie Georgia Arianna Ziadie, znana jako Georgie, ur. 17 sierpnia 1949 jako George William Ziadie) – brytyjska pisarka, biografka, dziennikarka, modelka, autorka książek i artykułów o tematyce związanej z panującą w Wielkiej Brytanii dynastią Windsorów.

## Życiorys
Campbell urodziła się na Jamajce jako córka Michaela i Glorii Ziadie. Rodzina Ziadie jest znaną na Jamajce familią, wywodzącą się od sześciu braci, będących maronickimi katolikami, którzy wyemigrowali z Libanu na początku XX wieku. Jej ojciec miał przodków w rodzinie carskiej, a w rodzinie matki byli Anglicy, Irlandczycy, Portugalczycy i Hiszpanie. Jej prababka ze strony matki pochodziła z rodziny Da Pass i była sefardyjką.
W 1974 poznała lorda Colina Ivara Campbella, syna Iana Campbella, jedenastego księcia Argyll. Zaręczyli się już pierwszego dnia, a ślub wzięli po tygodniu. Małżeństwo to nie przetrwało długo, rozwiedli się już w 1975.
Adoptowała dwóch rosyjskich chłopców: Miszę i Dimę. Mieszka w Kennington.
Zasłynęła biografią księżnej Diany pt. The Real Diana (2005). Jej pierwsza powieść Empress Bianca została usunięta z półek po zagrożeniu pozwem sądowym przez Lily Safrę, wdowę po miliarderze Edmundzie Safrze. W 1997 ukazała się jej autobiografia A Life Worth Living.

## Płeć
Urodziła się z defektem genitaliów, dlatego była wychowywana jako chłopiec. W wieku trzynastu lat szukała pomocy u ginekologa, ale rodzice przekonali lekarzy, aby podawali jej męskie hormony. W wieku 21 lat, kiedy pracowała w Nowym Jorku jako modelka, poddała się operacji korekty płci.

## Książki
- Lady Colin Campbell’s Guide to Being a Modern Lady (1986).
- Diana in Private: the princess nobody knows (1992).
- The Royal Marriages: what really goes on in the private world of the Queen and her family (1993).
- A Life Worth Living (1997).
- The Real Diana (2005).
- Empress Bianca (2005, wycofana po zagrożeniu procesem sądowym ze strony Lily Safry, a następnie wznowiona).
- Daughter of Narcissus: a family's struggle to survive their mother's narcissistic personality disorder (2009).
- The Queen Mother: The Untold Story of Elizabeth Bowes Lyon, Who Became Queen Elizabeth The Queen Mother (2012, polskie wydanie: Królowa. Nieznana historia Elżbiety Bowes-Lyon, tłum. Adriana Sokołowska-Ostapko, Znak Literanova 2013).